# Bleid
Bleid (Gaumais: Blèy) is een plaats in de Belgische provincie Luxemburg en in het arrondissement Virton. Het is sinds de gemeentelijke herindeling van 1977 een deelgemeente van Virton. De plaats ligt op een kruispunt van belangrijke regionale wegen Aarlen - Virton en Aubange - Saint-Mard.

## Demografische ontwikkeling
- Bronnen:NIS, Opm:1831 tot en met 1970=volkstellingen

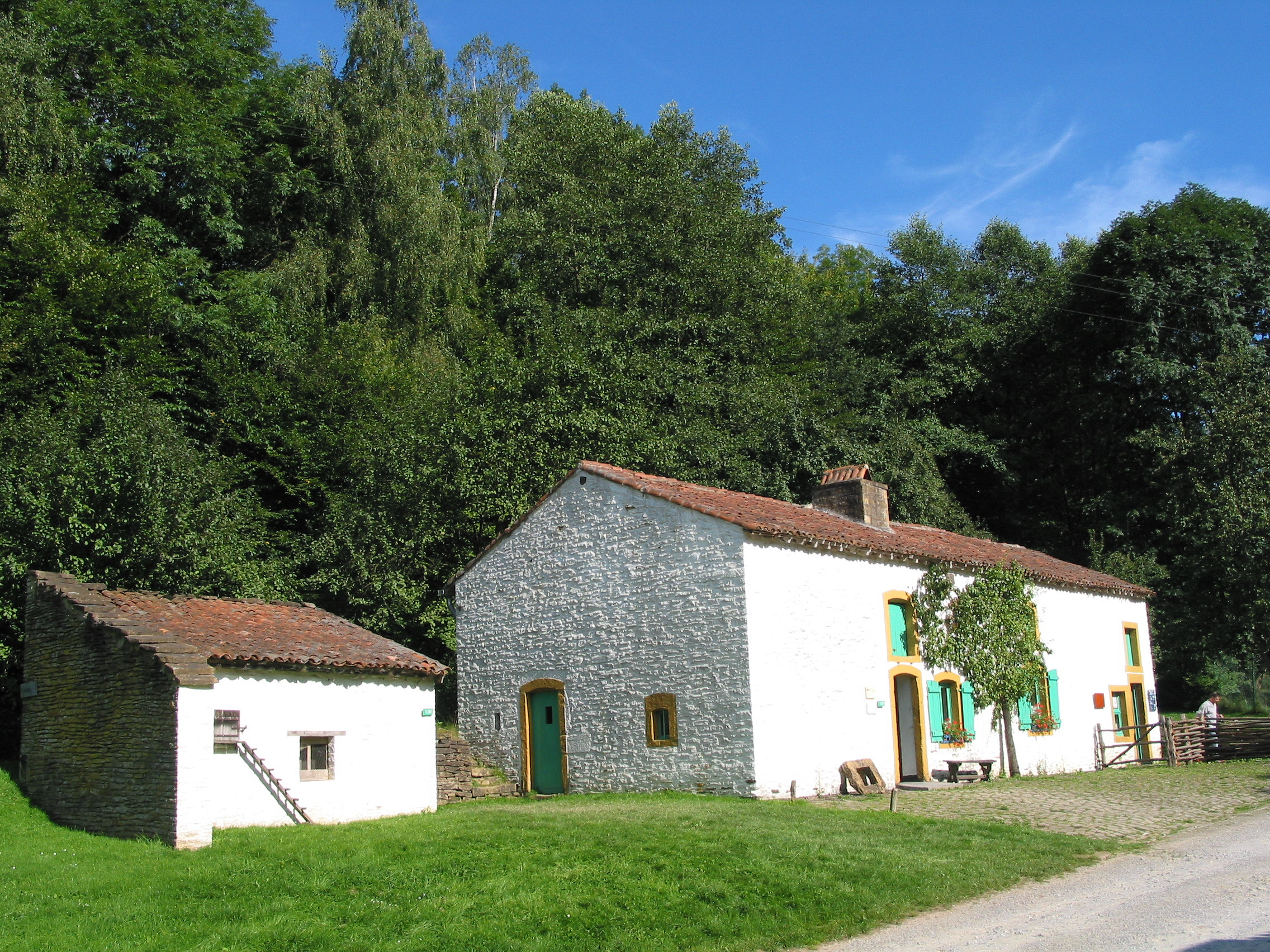
Een typisch Gaumais huis uit Bleid, nu te vinden in het openluchtmuseum van Fourneau Saint Michel.

Deelgemeenten: Bleid · Ethe · Latour · Ruette · Saint-Mard · Virton

Overige dorpen: Chenois · Gomery · Grandcourt · Saint-Remy

Belgische gemeenten · Arrondissement Virton · Luxemburg · Wallonië